# Válvula aórtica
Válvula aórtica ou valva aórtica é uma das quatro válvulas cardíacas, separando o ventrículo esquerdo cardíaco da artéria aorta. Se encontra aberta na sístole cardíaca, permitindo a passagem do sangue do ventrículo para a circulação sistêmica. Quando ocorre o relaxamento do ventrículo, na diástole cardíaca, esta valva se fecha, impedindo o refluxo do sangue. É composta de um anel de sustentação, que fixa três componentes ou cúspides. De duas cúpides saem as arterias coronárias direita e esquerda. Desta maneira existem três cúspides, ou seja, cúspide coronariana direita, cúspide coronariana esquerda e cúspide não coronariana.   